# Phaethornis
Phaethornis is een geslacht van vogels uit de familie van de kolibries (Trochilidae). De wetenschappelijke naam van het geslacht is voor het eerst geldig gepubliceerd in 1827 door William Swainson.

## Soorten
De volgende soorten zijn bij het geslacht ingedeeld:
- Phaethornis aethopygus – Tapajósheremietkolibrie
- Phaethornis anthophilus – Bleke heremietkolibrie
- Phaethornis atrimentalis – Zwartkeelheremietkolibrie
- Phaethornis augusti – Bruinkapheremietkolibrie
- Phaethornis bourcieri  – Priemsnavelheremietkolibrie
- Phaethornis eurynome – Schubkeelheremietkolibrie
- Phaethornis griseogularis – Grijskinheremietkolibrie
- Phaethornis guy – Groene heremietkolibrie
- Phaethornis hispidus – Witbaardheremietkolibrie
- Phaethornis idaliae – Dwergheremietkolibrie
- Phaethornis koepckeae – Koepckes heremietkolibrie
- Phaethornis longirostris – Westelijke langstaartheremietkolibrie
- Phaethornis longuemareus – Kleine heremietkolibrie
- Phaethornis malaris – Langsnavel-heremietkolibrie
- Phaethornis mexicanus – Mexicaanse heremietkolibrie
- Phaethornis nattereri – Natterers heremietkolibrie
- Phaethornis philippii – Naaldsnavelheremietkolibrie
- Phaethornis pretrei – Brilheremietkolibrie
- Phaethornis ruber – Rode heremietkolibrie
- Phaethornis rupurumii – Streepkeelheremietkolibrie
- Phaethornis squalidus – Bruinkeelheremietkolibrie
- Phaethornis striigularis – Kleine streepkeelheremietkolibrie
- Phaethornis stuarti – Wenkbrauwheremietkolibrie
- Phaethornis subochraceus – Bruinbuikheremietkolibrie
- Phaethornis superciliosus – Oostelijke langstaartheremietkolibrie
- Phaethornis syrmatophorus – Taankleurige heremietkolibrie
- Phaethornis yaruqui – Witsnorheremietkolibrie